# Once Upon a Time (2.ª temporada)
A segunda temporada de Once Upon a Time foi anunciada em 10 de maio de 2012 e estreou em 30 de setembro de 2012.

## Sinopse
A maldição finalmente está quebrada, e os habitantes de Storybrooke receberam novamente suas lembranças da outra vida, na Floresta Encantada. Emma Swan descobre a identidade seus pais, e tenta aceitar que eles são contos de fadas no nosso mundo. Além disso, a magia foi trazida para a pequena cidade, e o Sr. Gold liberta um assustador e poderoso espectro—o Wraith, lançando assim sua fúria sobre Regina, após a mesma manter a amada do Senhor das Trevas, Belle, presa por 28 anos. Mas isso trará sérias consequências para todos, quando acidentalmente Emma e Branca são sugadas por um portal, e retornam ao antigo lar: a Floresta Encantada, agora dominada pelos ogros e destruída pela metade. E nessa terra repleta de perigos, mãe e filha deverão se unir para sobreviver e conseguir encontrar um caminho rumo a Storybrooke, superando todas as diferenças e mágoas, enquanto David toma conta de Storybrooke e de Henry. Ao longo desse início, Emma e Branca encararão desafios pela frente, como a ambiciosa Cora, a Rainha de Copas, que planeja matar Gold e se tornar a nova Senhora das Trevas, ou mesmo como o Capitão Gancho / Killian Jones, que planeja se vingar de Rumplestiltskin por um ato cometido há muito. E tal como os vilões, aliados surgem para ajudá-las em sua jornada—como a corajosa Mulan, ou a bela Aurora, a Bela Adormecida.
A segunda parte da temporada dá continuidade à primeira, onde vemos Cora e Gancho chegarem a Storybrooke, enquanto a cidade comemora o retorno de Emma e Branca. A Rainha de Copas trilha em rumo à sua filha, tentando convencê-la a aceitar seu lado sombrio e não tentar se redimir, enquanto Killian começa a investigar Gold, algo que o leva diretamente à Belle—e que também traz um desconhecido, Greg Mendell à cidade. Essa parte também acompanha a jornada de Gold em busca de seu filho, Baelfire, junto de Emma e Henry em Nova York. Porém nem tudo está como antes, e surpresas interessantes podem surgir pelo caminho. E, ao mesmo tempo em que Storybrooke teme que os recém-chegados vilões consigam cumprir suas metas, uma outra ameaça se aproxima sorrateiramente: Tamara, uma misteriosa e aparentemente bondosa mulher que possui conexões com Greg, e que junto dele mantém um plano sombrio para a pequena cidade.
À medida que a temporada continua, novos personagens surgem, e suas histórias são reveladas. Podemos acompanhar a jornada de Ruby em Storybrooke, que teme se tornar o monstro que acha ser e destruir aqueles que mais ama. Vemos Belle conhecer o nosso mundo e as pessoas que vivem nele, ao mesmo tempo que mantém um relacionamento com Gold, mesmo discordando de suas atitudes e de seus hábitos desagradáveis. Finalmente conhecemos o passado do Dr. Whale, e temos um vislumbre de Robin Hood. Velhos reconhecidos também são revisitados e explorados, ao longo do tempo.

## Elenco e personagens

### Principal
- Ginnifer Goodwin como Branca de Neve / Mary Margaret Blanchard
- Jennifer Morrison como Emma Swan
- Lana Parrilla como Rainha Má / Regina Mills
- Josh Dallas como Príncipe Encantado / David Nolan
- Emilie de Ravin como Belle / Lacey
- Colin O'Donoghue como Capitão Gancho / Killian Jones
- Jared S. Gilmore como Henry Mills
- Meghan Ory como Chapeuzinho Vermelho / Ruby
- Robert Carlyle como Rumplestiltskin / Sr. Gold

### Recorrente
| - Lee Arenberg como Sonhador / Zangado / Leroy - Michael Raymond-James como Baelfire / Neal Cassidy - Barbara Hershey como Cora / Rainha de Copas - Beverley Elliott como Widow Lucas / Granny - Ethan Embry como Owen Flynn / Greg Mendell - David Paul Grove como Mestre - Mig Macario como Dengoso - Jeffrey Kaiser como Dunga - Faustino Di Bauda como Soneca / Walter - Michael Coleman como Feliz - Sarah Bolger como Princesa Aurora - Jamie Chung como Mulan | - Keegan Connor Tracy como Fada Azul / Madre Superiora - Raphael Sbarge como Grilo Falante / Dr. Archie Hopper - Sonequa Martin-Green como Tamara - David Anders como Dr. Victor Frankenstein / Dr. Whale - Gabe Khouth como Atchim / Tom Clark - Tony Amendola como Gepeto / Marco - Chris Gauthier como William Smee - Julian Morris como Príncipe Phillip - Sebastian Stan como Chapeleiro Maluco / Jefferson - Alan Dale como Rei George / Albert Spencer - Jorge Garcia como Anton |

### Convidado
| - Eion Bailey como August Booth - Rachel Shelley como Milah - Tony Perez como Henry - Bailee Madison como Branca de Neve (jovem) - Dylan Schmid como Baelfire (jovem) - Sinqua Walls como Sir Lancelot - Gabrielle Rose como Ruth - Noah Bean como Daniel Colter - Freya Tingley como Wendy Darling - Annabeth Gish como Anita - Jamie Dornan como Caçador / Xerife Graham Humbert - Joaquim de Almeida como Rei Xavier - John Pyper-Ferguson como Kurt Flynn - Rose McGowan como Cora (jovem) | - Rena Sofer como Rainha Eva - Lesley Nicol como Johanna - Chad Michael Collins como Gerhardt Frankestein - Gregory Itzin como Alphonse Frankestein - Cassidy Freeman como Jack - Ben Hollingsworth como Quinn - Tom Ellis como Robin Hood - Tzi Ma como o Dragão |

## Episódios
| N.º na série | N.º na temp. | Título                                                            | Dirigido por          | Escrito por                          | Exibição original       | Audiência (milhões) |
| --- | ------------ | ----------------------------------------------------------------- | --------------------- | ------------------------------------ | ----------------------- | ------------------- |
| 23 | 1            | "Broken" "(Maldição Quebrada)" (BR)                               | Ralph Hemecker        | Edward Kitsis & Adam Horowitz        | 30 de setembro de 2012  | 11.36               |
| Em Storybrooke, realidade e mito começam a se fundir quando os personagens dos contos de fadas despertam da maldição da Rainha Má, e lembram quem eles eram, mas, para a surpresa de todos, eles não são transportados de volta para a Floresta Encantada. Para piorar a situação, Sr. Gold, em um esforço de ganhar vantagem na sua luta com Regina por poder, introduz magia na cidade. Na terra dos contos de fadas a magia tem seu lugar, mas no nosso mundo pode ter consequências impensáveis. Enquanto isso, na Floresta Encantada, o príncipe Phillip desperta sua bela adormecida Aurora, mas logo percebe que ele e sua companheira de viagem, Mulan logo terão que enfrentar um perigo mortal. |              |                                                                   |                       |                                      |                         |                     |
| 24 | 2            | "We Are Both" "(Nós Somos os Dois)" (BR)                          | Dean White            | Jane Espenson                        | 7 de outubro de 2012    | 9.84                |
| Regina continua procurando uma maneira de recuperar seus poderes e David continua sua busca para descobrir o paradeiro de Mary Margaret e Emma, já os Sete Anões descobrem o que acontece quando algum morador tenta ultrapassar os limites de Storybrooke. Enquanto isso, na Floresta Encantada do passado, é mostrado o momento do primeiro encontro de Regina com Rumplestiltskin. |              |                                                                   |                       |                                      |                         |                     |
| 25 | 3            | "Lady of the Lake" "(A Dama do Lago)" (BR)                        | Milan Cheylov         | Andrew Chambliss & Ian Goldberg      | 14 de outubro de 2012   | 9.45                |
| Emma e Mary Margaret, com a ajuda de Aurora, Mulan e Lancelot, tentam encontrar um portal que as leve de volta a Storybrooke. Henry tenta convencer Jefferson a falar com sua filha. Enquanto isso, na Floresta Encantada do passado, na véspera de ter uma conversa com a mãe do Príncipe Encantado, Rei George envenena Branca de Neve e o único antídoto está nas águas da Dama do Lago. |              |                                                                   |                       |                                      |                         |                     |
| 26 | 4            | "The Crocodile" "(O Crocodilo)" (BR)                              | David Solomon         | David H. Goodman & Robert Hull       | 21 de outubro de 2012   | 9.89                |
| Bela não gosta da sede de poder que está tomando conta de Gold e ameaça deixá-lo. Um reencontro com um velho conhecido pode ser a ruína de Bela. Os anões pegam seus machados e tentam encontrar pó de fada nas minas de Storybrooke. Enquanto isso, na Floresta Encantada do passado, Rumplestiltskin tenta salvar sua mulher, Milah, de ser sequestrada por um bando de piratas. |              |                                                                   |                       |                                      |                         |                     |
| 27 | 5            | "The Doctor" "(O Doutor)" (BR)                                    | Paul Edwards          | Edward Kitsis & Adam Horowitz        | 28 de outubro de 2012   | 9.85                |
| Conforme Regina tenta parar de usar magia para recuperar a confiança de Henry, ela começa a ver um fantasma do seu passado. Mary Margaret e Emma encontram um sobrevivente do massacre de Cora. Enquanto isso, na Floresta Encantada do passado, vemos uma jovem Regina se esforçando para aprender a arte das trevas. |              |                                                                   |                       |                                      |                         |                     |
| 28 | 6            | "Tallahassee" "(Tallahassee)" (BR)                                | David M. Barrett      | Christine Boylan & Jane Espenson     | 4 de novembro de 2012   | 10.15               |
| Emma segue Capitão Gancho até um pé de feijão na esperança de encontrar uma bússola mágica. Enquanto isso, em um flashback da juventude de Emma, é mostrado seu primeiro encontro com Neal. |              |                                                                   |                       |                                      |                         |                     |
| 29 | 7            | "Child of the Moon" "(Filha da Lua)" (BR)                         | Anthony Hemingway     | Ian Goldberg & Andrew Chambliss      | 11 de novembro de 2012  | 8.75                |
| O medo de Ruby de se transformar em lobo é confirmado quando ela se torna a principal suspeita de um cruel assassinato. Leroy encontra um tesouro em uma mina de Storybrooke que poderia ajudar Emma e Mary Margaret voltarem para Storybrooke. |              |                                                                   |                       |                                      |                         |                     |
| 30 | 8            | "Into the Deep" "(Nas Profundezas do Sono)" (BR)                  | Ron Underwood         | Kalinda Vazquez & Daniel T. Thomsen  | 25 de novembro de 2012  | 8.82                |
| Cora tenta roubar a bússola de Mary Margaret e Emma para encontrar um caminho para Storybrooke. Regina e Gold arriscam a vida de David ao colocá-lo em contato com Mary através de mundos para dar uma informação vital que pode ajudar ela e Emma a voltarem para Storybrooke. |              |                                                                   |                       |                                      |                         |                     |
| 31 | 9            | "Queen of Hearts" "(Rainha de Copas)" (BR)                        | Ralph Hemecker        | Edward Kitsis & Adam Horowitz        | 2 de dezembro de 2012   | 9.10                |
| Gancho e Cora enfrentam Emma e Mary Margaret, na disputa pela bússola. Sr. Gold e Regina planejam matar qualquer um que tente entrar no portal, colocando as vidas de Mary Margaret e de Emma também em perigo. Enquanto isso, na Floresta Encantada do passado, o Capitão Gancho viaja ao País das Maravilhas para fazer algo a pedido da Rainha Má. |              |                                                                   |                       |                                      |                         |                     |
| 32 | 10           | "The Cricket Game" "(A Trama do Grilo)" (BR)                      | Dean White            | David H. Goodman & Robert Hull       | 6 de janeiro de 2013    | 9.10                |
| Cora e Gancho finalmente chegam a Storybrooke. Cora armam para que Regina seja incriminada por matar outro morador da cidade, que todos supõe ser o Dr. Archie. Emma, no entanto, acredita que ela realmente esteja tentando mudar, e é inocente. Por fim, é revelado que o Archie está vivo e mantido como prisioneiro por Cora que afirma que fará "o Grilo cricrilar", ou seja, contar os segredos revelados pelos moradores de Storybrooke, nas suas sessões de psicoterapia. Enquanto isso, na Floresta Encantada do passado, Branca de Neve e Encantado capturam a Rainha Má. O conselho decide que a última maneira de detê-la é com a execução, mas Branca acha que ela ainda pode voltar a ser a mulher que salvou sua vida quando criança. |              |                                                                   |                       |                                      |                         |                     |
| 33 | 11           | "The Outsider" "(O Forasteiro)" (BR)                              | David Solomon         | Andrew Chambliss & Ian Goldberg      | 13 de janeiro de 2013   | 8.24                |
| O Sr. Gold captura Smee, uma cobaia pouco cooperativa para testar se o feitiço que ele criou permitirá a sua passagem pela fronteira de Storybrooke sem que ele perca a memória, assim, ele poderá ir atrás de seu filho, Baelfire. A poção funciona corretamente fazendo com que Smee atravessasse o limite sem perder a memória, Gold então o deixa ir. Ao mesmo tempo, Bella se depara com um vingativo Gancho, na biblioteca da cidade, cujo principal objetivo é acabar com Rumplestiltskin. Gancho faz com que Bella saia para fora dos limites da cidade e perca a memória. Gold se prepara para matar Gancho, quando um carro dirigido por Greg, um estranho da Pensilvânia, atropela o pirata. Enquanto isso, Mary e David buscam por um lugar mais espaçoso para viver. Enquanto isso, na Floresta Encantada do passado, Bella conhece Mulan e as duas saem em busca do monstro Yaoguai, responsável por devastar diversas terras. O monstro, na verdade é o Príncipe Phillip que tinha sido amaldiçoado por Malévola. |              |                                                                   |                       |                                      |                         |                     |
| 34 | 12           | "In the Name of the Brother" "(Em Nome do Irmão)" (BR)            | Milan Cheylov         | Jane Espenson                        | 20 de janeiro de 2013   | 7.68                |
| O Dr. Whale recebe duas tarefas: tratar dos ferimentos de Hook e realizar uma cirurgia em um estranho que sofreu um acidente de carro na entrada de Storybrooke. Entretanto, algumas pessoas da cidade temem que o forasteiro tenha visto a mágica, algo que exporia suas verdadeiras identidades para o mundo, portanto, deixá-lo morrer seria a melhor solução. Enquanto isso, Gold tenta se aproximar da desanimada Belle, ao mesmo tempo em que Cora quer se reunir com Regina. Em um flashback da Terra Sem Cor, Victor tenta desesperadamente provar para o pai desapontado que ele pode, de fato, trazer os mortos de volta à vida. |              |                                                                   |                       |                                      |                         |                     |
| 35 | 13           | "Tiny" "(Pequenino)" (BR)                                         | Guy Ferland           | Christine Boylan & Kalinda Vazquez   | 10 de fevereiro de 2013 | 7.08                |
| Cora traz um gigante para Storybrooke, onde ele desencadeia uma confusão na cidade. Confundindo a identidade de David, o gigante tenta acertar uma velha dívida. O Sr. Gold, acompanhado por Emma e Henry, tenta sair Storybrooke – esperando manter sua memória intacta ao cruzas os limites da cidade, indo para o aeroporto em busca de seu filho Bae. Greg pergunta a Belle, o que ela viu na noite de seu acidente de carro. Enquanto isso, na Floresta Encantada do passado, o gigante Anton, contrariando a vontade de seus irmãos, desce pelo pé de feijão e tenta fazer amizade com alguns humanos, cujas intenções podem não ser tão nobre. |              |                                                                   |                       |                                      |                         |                     |
| 36 | 14           | "Manhattan" "(Manhattan)" (BR)                                    | Dean White            | Edward Kitsis & Adam Horowitz        | 17 de fevereiro de 2013 | 7.61                |
| No presente, o episódio mostra a vida de Neal Cassidy, pai de Henry, atualmente em Nova York. Seria ele realmente Baelfire? Poderia Rumplestiltskin viajar para Manhattan para encontrar seu filho? Enquanto isso, na Floresta Encantada do passado, surge uma nova personagem, a Vidente, uma mulher sábia, próxima dos trinta anos, que passou dez anos aprisionada. Ela pode ver o futuro, mas deseja livrar-se disto que julga ser uma maldição. |              |                                                                   |                       |                                      |                         |                     |
| 37 | 15           | "The Queen Is Dead" "(A Rainha Está Morta)" (BR)                  | Gwyneth Horder-Payton | Daniel T. Thomsen & David H. Goodman | 3 de março de 2013      | 7.39                |
| Ao descobrir o plano de Cora e Regina para encontrar e tomar posse da adaga do Sr. Gold, Mary Margaret, com a ajuda de David e a Madre Superiora, assumem a missão de encontrá-la primeiro, enquanto Sr. Gold continua sua busca em Nova York por filho Baelfire. Enquanto isso, na Floresta Encantada do passado, a Fada Azul oferece a Branca de Neve um feitiço nada convencional que poderia ajudar a salvar sua mãe, a Rainha Eva da morte. |              |                                                                   |                       |                                      |                         |                     |
| 38 | 16           | "The Miller's Daughter" "(A Filha do Moleiro)" (BR)               | Ralph Hemecker        | Jane Espenson                        | 10 de março de 2013     | 7.64                |
| O desejo de Cora de livrar-se de Gold, a fim de tomar o seu lugar como a Senhora das Trevas está a um passo de se tornar realidade quando ela e Regina tentam dominar Sr. Gold, e Mary Margaret é mais uma vez tentada por magia negra. Enquanto isso, na Floresta Encantada do passado, Rumplestiltskin se compromete a oferecer os seus serviços a uma Cora jovem, quando o rei a chama de mentirosa por se vangloriar de ter a habilidade de transformar palha em ouro. |              |                                                                   |                       |                                      |                         |                     |
| 39 | 17           | "Welcome to Storybrooke" "(Bem-Vindos à Storybrooke)" (BR)        | Dave Barrett          | Ian Goldberg & Andrew Chambliss      | 17 de março de 2013     | 7.45                |
| Emma, David e Gold devem proteger Mary Margaret de Regina, que está obcecada pela vingança de matar Mary. Henry, farto de todas essas brigas, elabora um plano para por fim à magia. Enquanto isso, em um flashback da antiga Storybrooke, Regina descobre que um pai e um filho de alguma forma encontraram sua cidade supostamente indetectável onde ela e os outros personagens do conto de fadas estão lidando com os efeitos de uma maldição recém-lançada. |              |                                                                   |                       |                                      |                         |                     |
| 40 | 18           | "Selfless, Brave and True" "(Altruísta, Corajoso e Sincero)" (BR) | Ralph Hemecker        | Robert Hull & Kalinda Vazquez        | 24 de março de 2013     | 7.38                |
| Enquanto Mary Margaret se apaga sozinha em tentativa de se entender com o que ela fez com Cora e como isso a afetou, ela tropeça com August, que tem se escondido dos outros e está completamente em madeira – envergonhado das ações que ele tomou em sua vida, e Emma fica chocada quando Neal convida sua noiva, Tamara, para ir para Storybrooke. Enquanto isso, depois que a maldição foi lançada, August foi apresentado a um homem o qual sua magia poderia prevenir ele de voltar para madeira – mas por um alto preço. |              |                                                                   |                       |                                      |                         |                     |
| 41 | 19           | "Lacey" "(Lacey)" (BR)                                            | Milan Cheylov         | Edward Kitsis & Adam Horowitz        | 21 de abril de 2013     | 7.37                |
| Sr. Gold pede a ajuda de David para tentar recuperar as memórias de Bela e levá-la a amá-lo novamente e quando é revelado que a colheita de feijões mágicos de Anton e os anões começou a dar resultados e poderia transportar a todos para casa, Emma está dividida entre viver na terra dos contos de fadas ou permanecer em nosso mundo. Enquanto isso, na Floresta Encantada do passado, Rumplestiltskin força Bela a acompanhá-lo em uma caça para matar um ladrão, a quem ela havia libertado por misericórdia. |              |                                                                   |                       |                                      |                         |                     |
| 42 | 20           | "The Evil Queen" "(A Rainha Má)" (BR)                             | Gwyneth Horder-Payton | Jane Espenson & Christine Boylan     | 28 de abril de 2013     | 7.16                |
| Com a ajuda de Gancho, Regina tenta por em ação um plano para transportá-la, junto com Henry, de volta à Floresta Encantada. Mas, seu plano gira em torno de uma falha de segurança existente dentro da maldição, podendo por Storybrooke fora do mapa e matar todos os seus habitantes. Aumentam as suspeitas de Emma sobre Tamara. Enquanto isso, na Floresta Encantada do passado, a Rainha Má pede a Rumplestiltskin para transformá-la numa camponesa irreconhecível, a fim de matar a Branca de Neve, com o intuito equivocado de ganhar o amor e o respeito de seus súditos. |              |                                                                   |                       |                                      |                         |                     |
| 43 | 21           | "Second Star to the Right" "(Segunda Estrela à Direita)" (BR)     | Ralph Hemecker        | Andrew Chambliss & Ian Goldberg      | 5 de maio de 2013       | 7.50                |
| Em um flashback, vemos um jovem Baelfire cai através de um portal da Floresta Encantada para Londres vitoriana. Preso e sozinho em um mundo desconhecido, ele é forçado a furtar uma vida nas ruas até que ele tem uma chance de esgueirar-se em uma grande casa para roubar um pedaço de pão. Dentro, ele encontra Querida Wendy, uma menina do tipo que concorda em escondê-lo de sua família e mantê-lo alimentado. Mas a dupla logo são pego por seus pais e, ao invés de ser mandado de volta para a rua ou enviado para um reformatório, Bae é convidado para ficar com eles. Em Storybrooke, Regina é raptada por Greg Mendell e Tamara, com a ajuda do Capitão Gancho. Greg começa a interrogar que Regina sobre onde ele pode encontrar seu pai, e ele não tem medo de usar alguns de eletrochoque para ajudar a si mesmo obter algumas respostas. Tamara, por outro lado, permanece focado em sua missão para destruir a magia e envia informações de volta para o "home office" sobre feijões mágicos de Regina e do diamante preto misterioso que encontraram com ela. Mal sabem eles, que é o gatilho infalível que Regina criou para a maldição e é capaz de destruir tudo em Storybrooke e todos nele. |              |                                                                   |                       |                                      |                         |                     |
| 44 | 22           | "And Straight On 'til Morning" "(Seguindo Até o Amanhecer)" (BR)  | Dean White            | Edward Kitsis & Adam Horowitz        | 12 de maio de 2013      | 7.33                |
| Os habitantes de Storybrooke se prepararam para o fim, quando Greg e Tamara detonar o dispositivo que Regina havia colocado dentro da maldição, para a aniquilação da cidade e seus moradores. O Sr. Gold lamenta a perda de seu filho, Baelfire. Enquanto isso, na Floresta Encantada do passado, Gancho destabelece uma ligação com o jovem Baelfire, depois de resgatá-lo do mar e logo percebe que os Meninos Perdidos estão em perseguição a ele. |              |                                                                   |                       |                                      |                         |                     |